# Tadeusz Ślawski
Tadeusz Ślawski (ur. 25 stycznia 1920 w Święcanach, zm. 4 listopada 2008 w Bieczu) – doktor, historyk, przewodnik turystyczny.

## Życiorys
W 1942 wstąpił w szeregi Armii Krajowej i czynnie walczył z okupantem niemieckim. Wierny ideałom AK nigdy nie należał do żadnej partii politycznej. 
W 1953 został absolwentem a w 1966 doktorantem Uniwersytetu Jagiellońskiego w Krakowie. W latach 1953–1991 pełnił funkcję dyrektora Muzeum Regionalnego w Bieczu. Był długoletnim działaczem rad narodowych i Frontu Jedności Narodu. Przed reformą administracji był zastępcą przewodniczącego Powiatowej Rady Narodowej w Gorlicach. Przez dwie kadencje pełnił obowiązki zastępcy przewodniczącego Prezydium Miejskiej Rady Narodowej w Bieczu. Był radnym Wojewódzkiej Rady Narodowej i wiceprzewodniczącym Wojewódzkiego Komitetu Frontu Jedności Narodu w Krośnie.
Jego pasją życiową były problemy badawcze z zakresu historii oraz ratowanie i ochrona pomników przeszłości. Był autorem ponad 60 publikacji naukowych i popularnonaukowych dotyczących historii Biecza i regionu. Sutor m.in. publikacji o Bieczu: Biecz i okolice (pierwsze wydanie 1959) i monografii o Święcanach (1995).
W 1976 został wyróżniony wpisem do „Księgi zasłużonych dla województwa krośnieńskiego” (w gronie pierwszych trzydziestu wyróżnionych osób). W 1978 za całokształt działalności został odznaczony Krzyżem Kawalerskim Orderu Odrodzenia Polski. 
W 2002 został laureatem „Mostów Starosty”, nagrody przyznawanej ludziom dbającym i troszczącym się o swoje „małe ojczyzny”, o ich rozwój, piękno, kulturę i zachowanie dla potomnych dziedzictwa i dorobku minionych pokoleń.